# Lyzeum Schwerin
Das ehemalige Lyzeum Schwerin in Schwerin, Altstadt, Goethestraße 74, ist als Gebäude ein
Baudenkmal in Schwerin. Heute ist hier das Fridericianum Schwerin und das Abendgymnasium Schwerin untergebracht.

## Geschichte
Der Domfriedhof Schwerin befand sich von 1779 bis um 1863 nahe der Altstadt an der damaligen Rostocker Straße, seit 1945 Goethestraße, bis dann der Alte Friedhof in der heutigen Weststadt entstand.
Auf dem Gelände des freigeräumten Domfriedhofs wurde bis 1914 das drei- bis fünfgeschossige verputzte Hauptgebäude des Lyzeums errichtet nach Plänen vom Architekten und Stadtbaumeister Hans Dewitz. Das Gebäude in einer L-Form verfügt (um 2018) über 55 Räume, eine Aula und eine Sporthalle. Hinter einem schmiedeeisernen Tor zwischen einer sehr großformatigen Mauer befindet sich über dem Eingang ein dreigeschossiger Risalit, der oben mit einem Segmentbogen abschießt, darin die Uhr. Der dreigeschossige Süd/Nordflügel mit einem hohen Sockelgeschoss hat einen weiteren breiten 9-achsigen Eingangsrisalit mit einem halbrunden Portikus und darüber ein Balkon. Quer zum Flügel steht am Nordende eine ehem. Turnhalle mit einem Krüppelwalmdach. Auf dem Walmdach des dreigeschossigen Flügels befindet sich ein prägender mehrgeschossiger Dachreiter mit einer fast pagodenhaften achteckigen kupfergedeckten Glockenhaube. Der Schulhof lag zwischen dem Totendamm und dem westlich anschließenden Schulgebäude; dieses war auf der Rückseite von der Friedhofsrestfläche durch einen Weg getrennt. Die Gesamtbaukosten beliefen sich auf 743.000 Mark.
Das Oberlyzeum hatte 52 und die Studienanstalt 53 Klassen. Seit 1919 hieß die für Mädchen bestimmte Schule Städtisches Lyseum mit Studienanstalt.
Nach dem Zweiten Weltkrieg wurde das Lyzeum als sowjetisches Gymnasium genutzt. 1993 verließen die sowjetischen Truppen das Gebäude. Zwischen 1996 und 2000 zog das Fridericianum Schwerin ein; es war zuvor in der August-Bebel-Straße 11/12. Von 1995 bis 2000 wurde das Schulgebäude für 21 Millionen DM renoviert.